# Tour de Romandía 1971
La 25.ª edición del Tour de Romandía se disputó del 4 de mayo al 9 de mayo de 1971 con un recorrido de 982,3 km dividido en un prólogo inicial y 7 etapas, con inicio en Ginebra y final en Lugano.
El vencedor fue el italiano Gianni Motta, cubriendo la prueba a una velocidad media de 40,3 km/h.

## Etapas[1]
| Etapa   | Recorrido                   | Km    | Ganador          |
| Prólogo | Ginebra                     | 4,2   | Felice Gimondi   |
| 1.ªa    | Ginebra-Lausana             | 131,5 | Patrick Sercu    |
| 1.ªb    | Lausana-Estavayer-le-Lac    | 79,6  | Franco Bitossi   |
| 2.ª     | Estavayer-le-Lac-Porrentruy | 205   | Romano Tumellero |
| 3.ª     | Porrentruy-Friburgo         | 200   | Marcello Bergamo |
| 4.ª     | Friburgo-Sierre             | 182   | Gianni Motta     |
| 5.ªa    | Brissago-Lugano             | 90    | Gianni Motta     |
| 5.ªb    | Lugano                      | 90    | Tomas Pettersson |

## Clasificaciones
Así quedaron los diez primeros de la clasificación general de la segunda edición del Tour de Romandía
| \| 1. \| Gianni Motta \| Italia \| 24h20'37" \| \| \| 2. \| Antonio Salutini \| Italia \| + 50" \| \| \| 3. \| Willy Vanneste \| Bélgica \| + m.t. \| \| \| 4. \| Guerrino Tosello \| Italia \| + 1'30" \| \| \| 5. \| Erik Pettersson \| Suecia \| + 1'40" \| \| \| 5. ex aequo \| Francis Ducreux \| Francia \| + m.t. \| \| \| 5. ex aequo \| Wladimiro Panizza \| Italia \| +m.t. \| \| \| 5. ex aequo \| Gilbert Bellone \| Francia \| + m.t. \| \| \| 9. \| Italo Zilioli \| Italia \| + 2'12" \| \| \| 9. ex aequo \| Aldo Moser \| Italia \| + 3'39" \| \| |                   |         |           |  |
| 1. | Gianni Motta      | Italia  | 24h20'37" |  |
| 2. | Antonio Salutini  | Italia  | + 50"     |  |
| 3. | Willy Vanneste    | Bélgica | + m.t.    |  |
| 4. | Guerrino Tosello  | Italia  | + 1'30"   |  |
| 5. | Erik Pettersson   | Suecia  | + 1'40"   |  |
| 5. ex aequo | Francis Ducreux   | Francia | + m.t.    |  |
| 5. ex aequo | Wladimiro Panizza | Italia  | +m.t.     |  |
| 5. ex aequo | Gilbert Bellone   | Francia | + m.t.    |  |
| 9. | Italo Zilioli     | Italia  | + 2'12"   |  |
| 9. ex aequo | Aldo Moser        | Italia  | + 3'39"   |  |